# Kolomenskaïa (métro de Moscou)
Kolomenskaïa (en russe : Коло́менская et en anglais : Kolomenskaya) est une station de la ligne Zamoskvoretskaïa (ligne 2 verte) du métro de Moscou, située sur le territoire du raïon Nagatino-Sadovniki, dans le district administratif sud de Moscou.

## Situation sur le réseau
Établie en souterrain, à 9 mètres sous le niveau du sol, la station Kolomenskaïa est située au point 037+37 de la ligne Zamoskvoretskaïa (ligne 2 verte) entre les stations Tekhnopark (en direction de Khovrino) et Kachirskaïa (en direction d'Alma-Atinskaïa).

## Histoire
La station Kolomenskaïa est mise en service le 11 août 1969, lors de l'ouverture de la section de Avtozavodskaïa à Kachirskaïa.